# Саска-Ноуе
Саска-Ноуе (рум. Sasca Nouă) — село у повіті Сучава в Румунії. Входить до складу комуни Корну-Лунчій.
Село розташоване на відстані 336 км на північ від Бухареста, 21 км на південь від Сучави, 110 км на захід від Ясс.

## Населення
За даними перепису населення 2002 року у селі проживали 233 особи, з них 231 особа (99,1%) румунів. Усі жителі села рідною мовою назвали румунську.